# فريدريك هيربول
فريدريك هيربول (مواليد 16 أغسطس 1974) هو لاعب كرة قدم. يلعب مع منتخب بلجيكا لكرة القدم. سبق له أن لعب في كأس العالم لكرة القدم مع منتخب بلاده.

## مسيرته الكروية
لعب فريدريك هيربول خلال مسيرته الاحترافية مع 3 أندية في خمسة عشر موسمًا وسجل خلالها هدفين أثنين ضمن 382 مباراة. ولم يفز بأي موسم بالكأس وفاز في موسم واحد بالدوري.
خاض فريدريك هيربول مسيرته مع نادي رويال أندرلخت في موسم 1994–95 واستمر معه طيلة ثلاثة مواسم، مشاركًا في 4 مباريات ولم يسجل أي هدف. ثم انتقل إلى نادي غينت في موسم 1997–98 ليلعب معه عشرة مواسم، حيث شارك في 328 مباراة سجل خلالها هدفين. لينتقل بعدها إلى نادي مونز في موسم 2007–08 ولمدة موسمين، مشاركًا في 50 مباراة ولم يسجل أي هدف.

## روابط خارجية
- فريدريك هيربول على موقع الاتحاد الدولي (مؤرشف)  (الإنجليزية)
- فريدريك هيربول على موقع الاتحاد البلجيكي (الإنجليزية)
- فريدريك هيربول على موقع قاعدة بيانات كرة القدم.إي يو (الإنجليزية)
- فريدريك هيربول على موقع ناشيونال فوتبول تيمز (الإنجليزية)
- فريدريك هيربول على موقع عالم كرة القدم.نت (الإنجليزية)